# Boris Bittker
Boris Irving Bittker (geb. 28. November 1916 in Rochester (New York); gest. 8. September 2005 in New Haven, Connecticut) war ein amerikanischer Rechtswissenschaftler und Steuerwissenschaftler.

## Leben
Nach seinem Schulabschluss ging er 1938 an die Cornell University und studierte Jura; nach seinem Abschluss wechselte er zur 1941 zur Yale Law School, wo er sein zweites Examen machte. Noch vor seinem Abschluss begann er für Jerome Frank als Referendar zu arbeiten, der an das Bundesberufungsgericht für den 2. Bezirk berufen wurde. Von 1942 bis 1943 arbeitete er als Anwalt im Auftrag der Regierung in der Verwaltung des Lend-Lease-Programms. 1943 wurde er einberufen; er kämpfte bis 1945 in einem Infanterieregiment der Army und wurde für eine Schussverletzung hinter den feindlichen Linien mit dem Purple Heart und dem Combat Infantryman Badge ausgezeichnet.
Nach dem Ende des Krieges arbeitete er erneut für die Regierung, diesmal für das Office of Alien Property Custodian, die sich mit Eigentumsfragen des Feind-Vermögens beschäftigten. 
1946 ging er zurück nach Yale und übernahm eine Stelle als Assistent professor. 1948 wurde er Associate professor, 1951 Professor und 1970 bekam er den Titel eines Sterling Professor of Law. Im Mai 1969 unterbrach James Forman, ein afro-amerikanischer Bürgerrechtler, einen Gottesdienst in der Riverside Church in New York und proklamierte Teile seines Black manifesto in dem unter Anderen 500 Millionen US-Dollar Reparationen von den weißen Kirchen und Synagogen (als wichtige Institutionen des amerikanischen Kapitalismus, der Schwarze versklavt und aubeutet) verlangt wurden für Ungerechtigkeiten, die Afro-Amerikanern über Jahrhunderte zugefügt wurden. Bittker, der sich schon früher mit Bürgerrechten auseinandergesetzt hatte, verfolgte die rechtliche Seite dieses Gedankens und veröffentlichte 1973 sein Buch The Case for Black Reparations, mit grundsätzlichen Überlegungen zu Reparationszahlungen. 
1983 ging er in Pension, arbeitete aber weiter an seinen Schriften und Büchern zum Steuerrecht, Verfassungsrecht und Bürgerrechten. Boris Bittker veröffentlichte über 100 wissenschaftliche Schriften und 15 Bücher als Haupt- oder Mitautor.
Er war mit seiner Frau Anne 48 Jahre verheiratet bis zu ihrem Tod 1997. Das Paar hatte zwei Kinder.

## Mitgliedschaften (Auswahl)
- American Academy of Arts and Sciences
- New Haven Legal Assistance Association (Board of Directors)
- American Law Institute
- Natural Resources Defense Council (Ehrenmitglied)

## Schriften (Auswahl)
- Professional Responsibility in Federal Tax Practice, New York University School of Commerce, New York 1965
- Constitutional Limits on the Taxing Power of the Federal Government, The Tax Lawyer, 1987